# Diogo Dias
Diogo Dias (probablemente nacido antes de 1450 y muerto después de 1500) fue un navegante y explorador portugués, hermano de Bartolomeu Dias y el primer europeo en avistar Madagascar.

## Biografía
Se sabe muy poco de él, ya que las fuentes históricas no son muy explícitas con el personaje. Así, no queda claro si el Diogo Dias mencionado como el traductor de una carta de 1465 enviada por la cancillería alemana a un tal Alfons V es el mismo que el explorador. Además, en los diferentes escritos en que se le menciona, se refieren a él tanto por Diego, Pedro o Pero y su nombre sin ortografía Díaz. 
Lo que sí es cierto es que Diogo Dias partió en agosto de 1487, como capitán de un buque de suministro, con su hermano Bartolomeu Dias hacia el cabo de Buena Esperanza. El piloto de esta nave era João de Santiago, que anteriormente habían acompañado a Diogo Cão en su viaje hasta el río Congo. 
Diogo Dias participó en el descubrimiento de la ruta marítima a la India, asistiendo como cronista y escritor en el barco de Vasco da Gama, en el São Gabriel. Siendo responsable de los recientes puestos comerciales portugueses en Calicut, fue hecho prisionero por las autoridades locales, pero logró escapar. 
Luego participó en la expedición de Pedro Alvares Cabral a la India y fue parte del equipo que desembarcó en abril de 1500 en el Brasil actual. Siguiendo hacia la India, en mayo de 1500 y debido a una fuerte tormenta, su barco fue separado de la flota de Cabral en el cabo de Buena Esperanza. Su barco exploró las aguas del océano Índico hasta la entrada del mar Rojo, siendo el primer portugués en navegar por sus aguas. Incapaz de proseguir rumbo a la India, retornó a Portugal.
Más tarde, puede haber sido el primer europeo en avistar alrededor de julio de 1500 las islas de la Reunión y Mauricio, ambas al este de Madagascar. (Hasta su partida en 1575, los portugueses utilizaron estas islas como lugares de reabastecimiento de agua y suministros para sus barcos en ruta hacia Goa, en India, y Malaca, en la actual Malasia.) 
También fue el primer europeo en avistar la isla de Madagascar, el 10 de agosto de 1500, a la que llamó isla de São Lourenço. Posteriormente, regresó a Portugal bordeando Mozambique, siguiendo la costa oriental de África. A la altura de las islas de Cabo Verde, dio por azar con los cuatro barcos de la expedición de la India de Cabral, que estaban como él, de regreso. Cuando llegó a Portugal apenas contaba con siete hombres.
La fecha y el lugar exactos de su muerte siguen sin conocerse.